# Valerio Virga
Valerio Virga (ur. 6 czerwca 1986 w Rzymie) – piłkarz włoski grający na pozycji ofensywnego pomocnika lub napastnika.

## Kariera klubowa
Virga urodził się w Rzymie, ale jego ojciec pochodzi z Sycylii z miasteczka San Giuseppe Jato leżącym niedaleko Palermo. Jako nastolatek zapisał się do szkółki piłkarskiej AS Roma. W sezonie 2004/2005 Valerio zadebiutował w Serie A w wyjazdowym meczu z Udinese Calcio zremisowanym 3:3. W całym sezonie zagrał 6 razy w barwach Romy i nie zdołał zdobyć bramki. Latem 2005 trafił do US Palermo, które stało się współwłaścicielem jego karty zawodniczej wraz z Romą, ale zaraz potem został wypożyczony do Ascoli Calcio. Jednak w sezonie 2005/2006 w barwach Ascoli nie rozegrał ani jednego meczu. Na sezon 2006/2007 Virga wrócił do Romy. Pierwszy swój mecz w tamtym sezonie rozegrał w 9. kolejce, 28 października z Udinese (1:0), gdy w 46. minucie zmienił Aleandro Rosiego. Z Romą wywalczył wicemistrzostwo Włoch, a latem 2007 został wypożyczony do grającego Serie B, US Grosseto. Był też wypożyczany do Novary Calcio, Cosenzy Calcio i Virtusu Lanciano.
| Sezon   | Klub           | Kraj   | Rozgrywki | Mecze | Bramki |
| ------- | -------------- | ------ | --------- | ----- | ------ |
| 2004/05 | AS Roma        | Włochy | Serie A   | 6     | 0      |
| 2005/06 | Ascoli Calcio  | Włochy | Serie A   | 0     | 0      |
| 2006/07 | AS Roma        | Włochy | Serie A   | 4     | 0      |
| 2007/08 | US Grosseto    | Włochy | Serie B   | 22    | 0      |
| 2008/09 | AS Roma        | Włochy | Serie A   | 1     | 0      |
| 2008/09 | Novara Calcio  | Włochy | Serie C1  | 4     | 0      |
| 2009/10 | Cosenza Calcio | Włochy | Serie C1  | 20    | 2      |
| 2010/11 | AS Roma        | Włochy | Serie A   | 0     | 0      |

## Kariera reprezentacyjna
12 grudnia 2006 roku Virga zadebiutował w młodzieżowej reprezentacji Włoch U-21 w spotkaniu z Luksemburgiem.